# Brabus

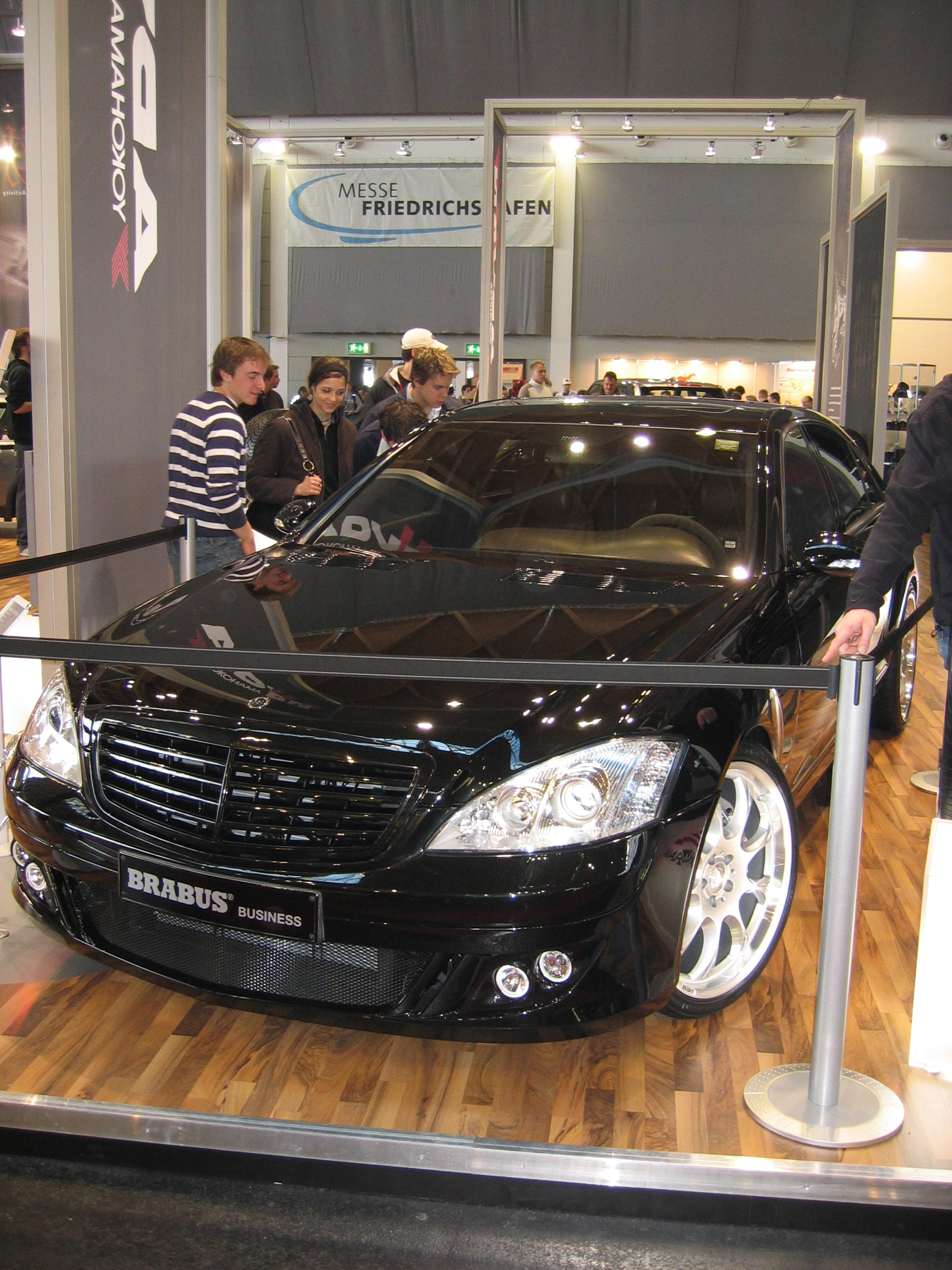
Brabus S-klass

Brabus är ett tyskt företag som specialtillverkar Smart-, Mercedes- samt Maybach-modeller.

### Andraspecialtillverkare
Andra specialtillverkare av liknande bilmodeller:
- Carlsson
- Koenig Specials